# Dalsfjorden (Sunnfjord)
 Ikke at forveksle med Dalsfjorden (Volda).
Dalsfjorden er en fjord i Askvoll, Fjaler og Gaular kommuner i Vestland fylke i Norge. Den er en fortsættelse af Vilnesfjorden, og begynder mellem Sandvika og Åsnes, hvor fjorden drejer mod nord og derefter østover igen. Vilnesfjorden og Dalsfjorden er til sammen 43 kilometer lang. Den inderste del af fjorden er smal, under en kilometer bred.
På nordsiden af den ydre del af fjorden ligger bygden Holmedal. Noget længere  mod øst går Flekkefjorden mod syd til bygden Flekke. Videre østover i fjorden ligger øen Dalsøyna og byen Dale, kommunecenteret i Fjaler som fjorden er opkaldt efter. 
Videre mod øst danner fjorden kommunegrænse mellem Fjaler og Gaular. To kilometer før enden af fjord, på nordsiden af fjorden, ligger bygden Bygstad. I fjordbunden ved Osen munder floden Gaula ud. 
Fylkesvej 607 går på nordsiden af fjorden fra Holmedal østover til Dale, over Dalsfjordbroen . Herfra går fylkesvei 57 videre på fjordens på sydside. Fv391 går langs dele af nordsiden af fjorden. 
 .